# 懺悔の風呂場
『懺悔の風呂場』（ざんげのふろば）は、日本のロックバンド、マリア観音のリーダー木幡東介の1枚目のソロ・アルバム。
平山裕士が運営する自身のレーベル「エレクトレコード」より1994年にリリースされた。

## 解説
- プロデュースは木幡東介。
- ジャケットは木幡、裏ジャケット、歌詞カードの筆文字は小池由美が手掛けた。
- 空間のすき間を埋め尽くす事に主眼を置いた様な演奏で、おどろおどろしい歌詞のせいもあり、全編息苦しいような閉鎖した空間に包まれている[2]。
- 木幡曰く「ライブでのワーっとした演奏を連想させる様なバンドでの演奏では判りにくくなってしまう、僕の作った歌の本当の姿をソロで演奏した[3]。」
- 本作は木幡のソロ作品であるが、マリア観音名義で発表された。 これ以降も木幡は断続的にマリア観音名義、木幡名義でソロ作品を作製していく。

## 収録曲
1. 懺悔の風呂場 (5:08)
『共喰いの村』収録曲の再録音版。『髑髏』で再録音されている。
2. 月下香 (5:10)
3. 静かな夜 (7:04)
『髑髏』、『東夷偽史先住民拙言滅裂多仁』で再録音されている。
4. 乳呑み子 (3:27)
コンピレーション・アルバム『マリア観音』収録曲の再録音版。
5. 宿命まみれ (4:53)
6. 恋の詩 (5:50)
コンピレーション・アルバム『マリア観音』収録曲の再録音版。
7. 地獄に堕とす (5:50)
コンピレーション・アルバム『マリア観音』収録曲の再録音版。『犬死に』で再録音されている。
8. あやめ (4:51)
9. 飼い殺しの女 (3:04)
10. 鍵子の屋上 (7:11)
11. かまきりの詩 (3:40)
12. 粘土層 (11:05)
13. 曇り硝子の中で (6:08)
『背徳の扉』収録曲の再録音版。

作詞・作曲：木幡東介

## 参加メンバー
- 木幡東介：ヴォーカル/ギター (#1以外)/アコースティック・ギター (#1,#2,#6,#8,#9,#10,#11,#12,#13)/ベース/ドラム(#1,#13以外)/パーカッション (#4,#7,#8,#13)/トランペット (#1,#3,#4,#6,#7,#13)/フルート (#4,#11,#12)/尺八 (#7)/口笛 (#1,#5,#6,#8)/鈴 (#1)/ウィンドチャイム (#6)/効果音 (#6)

ゲスト
- 小森雅彰：オルガン (#2,#3,#10)/エレクトリック・ピアノ (#10)